# Kansas City Chiefs 2024
La stagione 2024 dei Kansas City Chiefs è stata la 55ª della franchigia nella National Football League, la 65ª complessiva e la 12ª con Andy Reid come capo-allenatore. La squadra iniziò la stagione come bicampione in carica dopo la vittoria nel Super Bowl LVIII, tentando di diventare la prima franchigia di sempre a vincere tre Super Bowl di fila, si qualificò ai play-off come testa di serie numero 1 della AFC e arrivò al Super Bowl LIX dove però fu sconfitta dai Philadelphia Eagles.

## Scelte nel Draft 2024
| Scelte dei Chiefs nel Draft 2024 |        |                    |       |                  |
| Giro                             | Scelta | Scelta             | Ruolo | College          |
| 1                                | 28     | Xavier Worthy      | WR    | Texas            |
| 2                                | 63     | Kingsley Suamataia | OT    | BYU              |
| 4                                | 131    | Jared Wiley        | TE    | TCU              |
| 4                                | 133    | Jaden Hicks        | S     | Washington State |
| 5                                | 159    | Hunter Nourzad     | C     | Penn State       |
| 6                                | 211    | Kamal Hadden       | CB    | Tennessee        |
| 7                                | 248    | C.J. Hanson        | OG    | Holy Cross       |

## Staff
| Staff dei Kansas City Chiefs |
| --- |
| Organi dirigenziali - Chairman/CEO: Clark Hunt - Presidente – Mark Donovan - General manager – Brett Veach - Assistente general manager – Mike Borgonzi - Vice presidente delle operazioni del football – Brandt Tilis - Vice presidente delle operazioni del football/consulente – Chris Shea - Direttore del personale dei giocatori – Mike Bradway - Direttore del personale professionistico – Tim Terry - Direttore degli osservatori del college – Ryne Nutt - Assistente del dir. osservatori college – Trey Koziol - Coordinatore osservatori – Greg Castillo Capo allenatore - Andy Reid - Assistente c.a./coordinatore special team – Dave Toub Altri allenatori - Preparatore atletico – Barry Rubin - Assistente p.a. – Greg Carbin - Assistente p.a. – Tyler Judkins - Assistente p.a./direttore scienza sportiva – Ryan Reynolds Allenatori dell'attacco - Coordinatore offensivo: – Eric Bieniemy - Quarterback/assistente senior – Matt Nagy - Analista gioco sui passaggi/assistente quarterback – David Girardi - Running back – Greg Lewis - Wide receiver – Joe Bleymaier - Tight end – Tom Melvin - Offensive line – Andy Heck - Assistente offensive line – Corey Matthaei - Controllo qualità attacco – Connor Embree - Allenatore qualità attacco – Porter Ellett Allenatori della difesa - Coordinatore difensivo: Steve Spagnuolo - Defensive line – Joe Cullen - Assistant defensive line – Terry Bradden - Linebacker/coordinatore gioco sulle corse – Brendan Daly - Outside linebacker – Ken Flajole - Defensive back – Dave Merritt - Safety – Donald D'Alesio - Controllo qualità difesa – Alex Whittingham Allenatori dello special team - Assistente dello Special Team: Andy Hill |

## Roster
| Roster dei Kansas City Chiefs |
| --- |
| Quarterback - 15 Patrick Mahomes - 11 Carson Wentz Running Back - 29 Kareem Hunt - 10 Isiah Pacheco - 34 Samaje Perine - 42 Carson Steele FB Wide Receiver - 5 Marquise Brown - 8 DeAndre Hopkins - 81 Nikko Remigio - 9 JuJu Smith-Schuster - 84 Justin Watson - 1 Xavier Worthy Tight End - 83 Noah Gray - 88 Peyton Hendershot - 87 Travis Kelce Offensive Linemen - 66 Mike Caliendo LG - 75 Ethan Driskell RT - 61 C.J. Hanson RG - 52 Creed Humphrey C - 70 D.J. Humphries LT - 64 Wanya Morris LT - 60 Hunter Nourzad C - 65 Trey Smith RG - 76 Kingsley Suamataia LT - 74 Jawaan Taylor RT - 62 Joe Thuney LG Defensive Linemen - 97 Felix Anudike-Uzomah DE - 51 Mike Danna DE - 94 Malik Herring DE - 95 Chris Jones DT - 56 George Karlaftis DE - 91 Derrick Nnadi DT - 90 Charles Omenihu DE - 69 Mike Pennel DT - 98 Tershawn Wharton DT Linebacker - 32 Nick Bolton MLB - 54 Leo Chenal OLB - 44 Cam Jones OLB - 23 Drue Tranquill OLB - 55 Joshua Uche OLB Defensive Back - 27 Chamarri Conner FS - 6 Bryan Cook FS - 21 Jaden Hicks SS - 13 Nazeeh Johnson CB - 22 Trent McDuffie CB - 20 Justin Reid SS - 30 Christian Roland-Wallace CB - 39 Keith Taylor CB - 35 Jaylen Watson CB - 2 Joshua Williams CB Special Team - 14 Matt Araiza P - 7 Harrison Butker K - 41 James Winchester LS Lista delle riserve - -- Shaun Bradley OLB (Futures) - 43 Jack Cochrane MLB (IR) - 89 Jody Fortson TE (IR) - 17 Mecole Hardman WR (IR) - 70 McKade Mettauer G (IR) - 24 Skyy Moore WR (IR) - 4 Rashee Rice WR (IR) - 40 Spencer Shrader K (IR) - -- Jason Taylor II S (Futures) - 53 B.J. Thompson DE (NF-Ill.) - 92 Marlon Tuipulotu DT (IR) - 12 Jared Wiley TE (IR) Squadra di allenamento - 50 Swayze Bozeman OLB - -- Jason Brownlee WR - 26 Deon Bush SS - 48 Cole Christiansen OLB - 47 Baylor Cupp TE (Practice squad/Injured) - 85 Anthony Firkser TE - 72 Chukwuebuka Godrick LT - 99 Siaki Ika DT - 38 Keaontay Ingram RB - 31 Nic Jones CB - 96 Fabien Lovett DT - 38 Steven Nelson CB - 19 Chris Oladokun QB - 82 Justyn Ross WR - 46 Darius Rush CB - 29 Eric Scott Jr. CB - 19 Tyquan Thornton WR - 80 Montrell Washington WR Roster aggiornato al 9 febbraio 2025 53 attivi, 12 inattivi, 16 nella squadra di allenamento |
| Legenda - I rookie sono in corsivo. - Il primo ruolo è il principale mentre gli eventuali successivi indicano i ruoli secondari. - (IR) sta per Injured Reserve ed indica la lista ristretta per un solo giocatore infortunato che può tornare ad allenarsi dopo la settimana 6 e a rientrare in prima squadra dopo che questa ha giocato 8 partite. - (NF-Inj.) / (NF-Ill.) stanno rispettivamente per Non-Football Injured e Non-Football Illness ed indicano le liste dove viene inserito un giocatore che ha un infortunio o una malattia non dipendente dal football americano. - (PUP) sta per Physically Unable to Perform ed indica la lista dove viene inserito un giocatore mentre è in attesa di recuperare la condizione fisica. Nella stagione regolare dopo la sesta partita giocata dalla propria squadra, il giocatore ha tempo tre settimane per riprendere ad allenarsi, più tre settimane aggiuntive dal suo rientro agli allenamenti per rientrare in prima squadra. |

## Precampionato
Il 15 maggio 2024 furono rese note le gare del precampionato.
| Precampionato |           |           |                        |           |        |                   |               |         |
| Settimana     | Data      | Ora (CT)  | Avversario             | Risultato | Record | Stadio            | TV            | Sintesi |
| 1             | 10 agosto | 7:00 p.m. | @ Jacksonville Jaguars | S 13-26   | 0-1    | EverBank Stadium  | KSHB-TV (NBC) | Sintesi |
| 2             | 17 agosto | 3:00 p.m. | Detroit Lions          | S 23-24   | 0-2    | Arrowhead Stadium | KSHB-TV (NBC) | Sintesi |
| 3             | 22 agosto | 7:20 p.m. | Chicaho Bears          | S 21-34   | 0-3    | Arrowhead Stadium | KSHB-TV (NBC) | Sintesi |

## Stagione regolare

### Calendario
Il 15 maggio 2024 fu annunciato il calendario della stagione regolare. Data e orario della gara di settimana 18 furono definiti il 29 dicembre, subito dopo lo svolgimento del diciassettesimo turno.
| Stagione regolare |                    |                    |                          |                    |                    |                            |                    |                    |
| Settimana         | Data               | Ora (CT)           | Avversario               | Risultato          | Record             | Stadio                     | TV                 | Sintesi            |
| 1                 | 5 settembre        | 7:20 p.m.          | Baltimore Ravens (K)     | V 27-20            | 1-0                | Arrowhead Stadium          | NBC                | Sintesi            |
| 2                 | 15 settembre       | 3:25 p.m.          | Cincinnati Bengals       | V 26-25            | 2-0                | Arrowhead Stadium          | CBS                | Sintesi            |
| 3                 | 22 settembre       | 7:20 p.m.          | @ Atlanta Falcons (S)    | V 22-17            | 3-0                | Mercedes-Benz Stadium      | NBC                | Sintesi            |
| 4                 | 29 settembre       | 3:25 p.m.          | @ Los Angeles Chargers   | V 17-10            | 4-0                | SoFi Stadium               | CBS                | Sintesi            |
| 5                 | 7 ottobre          | 7:15 p.m.          | New Orleans Saints (M)   | V 26-13            | 5-0                | Arrowhead Stadium          | ESPN               | Sintesi            |
| 6                 | Settimana di pausa | Settimana di pausa | Settimana di pausa       | Settimana di pausa | Settimana di pausa | Settimana di pausa         | Settimana di pausa | Settimana di pausa |
| 7                 | 20 ottobre         | 3:25 p.m.          | @ San Francisco 49ers    | V 28-18            | 6-0                | Levi's Stadium             | Fox                | Sintesi            |
| 8                 | 27 ottobre         | 3:25 p.m.          | @ Las Vegas Raiders      | V 27-20            | 7-0                | Allegiant Stadium          | CBS                | Sintesi            |
| 9                 | 4 novembre         | 7:15 p.m.          | Tampa Bay Buccaneers (M) | V 30-24 (DTS)      | 8-0                | Arrowhead Stadium          | ESPN               | Sintesi            |
| 10                | 10 novembre        | 12:00 p.m.         | Denver Broncos           | V 16-14            | 9-0                | Arrowhead Stadium          | CBS                | Sintesi            |
| 11                | 17 novembre        | 3:25 p.m.          | @ Buffalo Bills          | S 21-30            | 9-1                | Highmark Stadium           | CBS                | Sintesi            |
| 12                | 24 novembre        | 12:00 p.m.         | @ Carolina Panthers      | V 30-27            | 10-1               | Bank of America Stadium    | CBS                | Sintesi            |
| 13                | 29 novembre        | 2:00 p.m.          | Las Vegas Raiders (BF)   | V 19-17            | 11-1               | Arrowhead Stadium          | Prime Video        | Sintesi            |
| 14                | 8 dicembre         | 7:20 p.m.          | Los Angeles Chargers (S) | V 19-17            | 12-1               | Arrowhead Stadium          | NBC                | Sintesi            |
| 15                | 15 dicembre        | 12:00 p.m.         | @ Cleveland Browns       | V 21-7             | 13-1               | Huntington Bank Field      | CBS                | Sintesi            |
| 16                | 21 dicembre        | 12:00 p.m.         | Houston Texans           | V 27-19            | 14-1               | Arrowhead Stadium          | NBC                | Sintesi            |
| 17                | 25 dicembre        | 12:00 p.m.         | @ Pittsburgh Steelers    | V 29-10            | 15-1               | Acrisure Stadium           | Netflix            | Sintesi            |
| 18                | 5 gennaio          | 3:25 p.m.          | @ Denver Broncos         | S 0-38             | 15-2               | Empower Field at Mile High | CBS                | Sintesi            |

Note:
- Gli avversari della propria division sono in grassetto.
- Il simbolo "@" indica una partita giocata in trasferta.
- (K) indica il Kickoff Game, (M) il Monday Night Football, (T) il Thursday Night Football, (BF) una gara giocata nel Black Friday e (S) il Sunday Night Football.

## Play-off
Al termine della stagione regolare i Chiefs arrivarono primi nella AFC West con un record di 15 vittorie e 2 sconfitte, qualificandosi ai play-off come testa di serie (seed) numero 1, avendo così diritto di giocare sempre in casa e soprattutto di iniziare direttamente dal secondo turno, i Divisional Play-off, dove trovarono e sconfissero Houston. Nell'AFC Championship Game vinsero su Buffalo, confermandosi campioni della AFC e accedendo così al Super Bowl LIX contro Philadelphia, riproponendo così la sfida vista due anni prima al Super Bowl LVII.
| Play-off         |                                           |                                           |                                           |                                           |                                           |                                           |                                           |                                           |
| Turno            | Data                                      | Ora (CT)                                  | Avversario (seed)                         | Risultato                                 | Record                                    | Stadio                                    | TV                                        | Sintesi                                   |
| Wild Card        | Qualificati direttamente al secondo turno | Qualificati direttamente al secondo turno | Qualificati direttamente al secondo turno | Qualificati direttamente al secondo turno | Qualificati direttamente al secondo turno | Qualificati direttamente al secondo turno | Qualificati direttamente al secondo turno | Qualificati direttamente al secondo turno |
| Divisional       | 18 gennaio                                | 3:30 p.m.                                 | Houston Texans (4)                        | V 23-14                                   | 1-0                                       | Arrowhead Stadium                         | ESPN/ABC                                  | Sintesi                                   |
| AFC Championship | 26 gennaio                                | 5:30 p.m.                                 | Buffalo Bills (2)                         | V 32-29                                   | 2-0                                       | Arrowhead Stadium                         | CBS/Paramount+                            | Sintesi                                   |
| Super Bowl LIX   | 9 febbraio                                | 5:30 p.m.                                 | @ Philadelphia Eagles (2)                 | S 22-40                                   | 2-1                                       | Caesars Superdome                         | Fox                                       | Sintesi                                   |

## Premi

### Premi settimanali e mensili
- Chris Jones:

difensore della AFC della settimana 4
- Leo Chenal:

giocatore degli special team della AFC della settimana 10
- Matthew Wright:

giocatore degli special team della AFC della settimana 14